# 黄金のスペクトル
『黄金のスペクトル』（原題：Point of Entry）は、ジューダス・プリーストが1981年に発表したアルバム。スタジオ・アルバムとしては7作目。

## 解説
アメリカでの成功を目指して作られたアルバムで、非常にシンプルで覚えやすいメロディが強調された楽曲が多いことが特徴。しかしイギリスや欧州諸国のファンからは、「不自然にポップでプリーストらしくない」、という否定的な評価を下され、肝心のアメリカでも今一つの人気に終わった。「嵐のハイウェイ」「ドント・ゴー」「ホット・ロッキン」の3曲はミュージック・ビデオも作られた。イギリス盤とアメリカ盤はジャケットが異なり、日本盤はアメリカ盤に準じている。当時ジューダス・プリーストの大ファンのケリー・キング(スレイヤー)は、本作の内容に失望し、レコードを自宅の庭で焼却してしまった、と語っている。
本国イギリスでは、前作『ブリティッシュ・スティール』ほどの成功は収められず、音楽新聞『レコード・ミラー』の1981年3月7日号では「完全なる失敗の一歩手前」と評されたという。シングルは「ドント・ゴー」が全英51位、「ホット・ロッキン」が60位に達した。一方、アメリカでは2作連続でBillboard 200におけるトップ40入りを果たし、シングル「嵐のハイウェイ」は『ビルボード』誌のトップ・トラックス（後のメインストリーム・ロック・チャート）で10位に達して、ジューダス・プリーストのシングルが初めて『ビルボード』誌のチャートに登場することとなった。

## 収録曲
特記なき楽曲はロブ・ハルフォード、K. K. ダウニング、グレン・ティプトンの共作。
1. 嵐のハイウェイ - Heading Out to the Highway - 3:46
2. ドント・ゴー - Don't Go - 3:18
3. ホット・ロッキン - Hot Rockin' - 3:16
4. ターニング・サークルズ - Turning Circles - 3:41
5. 雷鳴 - Desert Plains - 4:35
6. 黄金のスペクトル - Solar Angels - 4:03
7. ユー・セイ・イエス - You Say Yes - 3:29
8. オール・ザ・ウェイ - All the Way - 3:42
9. トラブルシューター - Troubleshooter - 4:00
10. ロックンロール・オン・ザ・ラン - On the Run - 3:44
下記2曲は2001年リマスターCDのボーナス・トラック。
11. サンダー・ロード - Thunder Road (Rob Halford, Glenn Tipton) - 5:11
12. 雷鳴 (ライヴ) - Desert Plains (live) - 5:06

## カヴァー
- 「雷鳴」は、アイアン・セイヴィアーの企画アルバム『Interlude』（1999年）にカヴァーが収録された。

## 参加ミュージシャン
ジューダス・プリースト
- ロブ・ハルフォード：ボーカル
- K. K. ダウニング：リードギター
- グレン・ティプトン：リードギター
- イアン・ヒル：ベース
- デイヴ・ホーランド：ドラムス

スタッフ
- プロデュース - ジューダス・プリースト＆トム・アロム
- エンジニア - ルイス・オースティン
- ミックス - トム・アロム（Startling Studios. London）
- マスタリング - レイ・スタッフ（Trident Studios）
- レコーディング - イビザ・サウンド・スタジオ